# 聖荷西 (亞利桑那州)
聖荷西（英語：San Jose）是位於美國亞利桑那州葛蘭姆縣的一個人口普查指定地區。根據2010年美國人口普查，該地人口為506人，而該地的面積約為10.91平方千米。

## 地理
聖荷西的座標為32°49′12″N 109°35′31″W / 32.82000°N 109.59194°W，而該地最高點為海拔高度920米（即3018英尺）。